# Killbacillen
Killbacillen är en bok av Viveca Lärn (då Viveca Sundvall), som utkom 1981. Den är en fristående fortsättning på Vad händer om man vänder på Paris?.

## Handling
Tekla Tedin skall börja 6:an, och är kompis med Ulle. Sommartid bor de på Sydkoster. Men detta lov blir det annorlunda, då TV anländer och sänder program från bryggan om kvällarna. Därefter dyker 13-årige killen Fabian Ask upp, och Tekla Tedin riskerar att få killbaciller.